# 2926 Caldeira
A 2926 Caldeira (ideiglenes jelöléssel 1980 KG) a Naprendszer kisbolygóövében található aszteroida. Henri Debehogne fedezte fel 1980. május 22-én.